# Faisal Attia
Faisal Attia est un acteur français.
Son premier film est Raï, avec Tabatha Cash et Samy Naceri, réalisé par Thomas Gilou, où il joue Aziz, un de la bande. Il revient devant la caméra en 1996 avec Gérard Depardieu dans Le Plus Beau Métier du monde réalisé par Gérard Lauzier. La même année, il joue le rôle d'un dealer dans Love in Paris de la réalisatrice Anne Goursaud.

## Filmographie
- 1995 : Raï
- 1996 : Antoine (téléfilm)
- 1996 : Salut cousin !
- 1996 : Le Plus Beau Métier du monde
- 1997 : Love in Paris
- 1999 : Le Fils du Français
- 2003 : Le train de 16h19 (téléfilm)
- 2003 : Coup double (court-métrage)
- 2004 : Dalila